# Trichopterigia macularia
Trichopterigia macularia är en fjärilsart som beskrevs av Moore 1867. Trichopterigia macularia ingår i släktet Trichopterigia och familjen mätare. Inga underarter finns listade i Catalogue of Life.